# Pseuderos exul
Pseuderos exul är en skalbaggsart som beskrevs av Auguste Lameere 1893. Pseuderos exul ingår i släktet Pseuderos och familjen långhorningar. Inga underarter finns listade i Catalogue of Life.